# Манфредонія
Манфредонія (італ. Manfredonia) — місто та муніципалітет в Італії, у регіоні Апулія, провінція Фоджа.
Манфредонія розташована на відстані близько 290 км на схід від Рима, 100 км на північний захід від Барі, 35 км на північний схід від Фоджі.
Населення — 57 331 особа (2014).

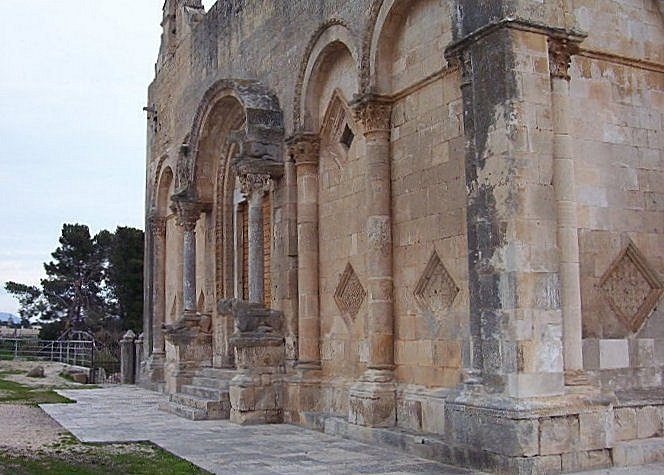

Щорічний фестиваль відбувається 7 лютого, 30 серпня. Покровитель — San Lorenzo Maiorano.

## Демографія
Населення за роками:

Станом на 1 січня 2023 року в муніципалітеті офіційно проживало 1529 іноземців з 69 країн, серед них 649 громадян країн Євросоюзу та 64 громадяни України.

## Сусідні муніципалітети
- Карапелле
- Черіньола
- Фоджа
- Монте-Сант'Анджело
- Сан-Джованні-Ротондо
- Сан-Марко-ін-Ламіс
- Цаппонета